# Наполиони, Антонио
Антонио Наполиони (род. 11 декабря 1957) — епископ римско-католической епархии Кремона (назначен 16 ноября 2015, заменив Данте Лафранкони).

## Биография
Антонио Наполиони родился в Камерино в 1957 году. Два года изучал право в Университете Камерино, затем поступил в семинарию в городе Фано.
25 июня 1983 года рукоположен в сан священника. С 2005 года Наполиони служил капелланом Его Святейшества Папы Иоанна Павла II. С 2010 года пастор старого собора Сан-Северино.
16 ноября 2015 года папа Франциск назначил его епископом Кремоны. Он был рукоположен 30 января 2016 года.